# Restaurant 55:an

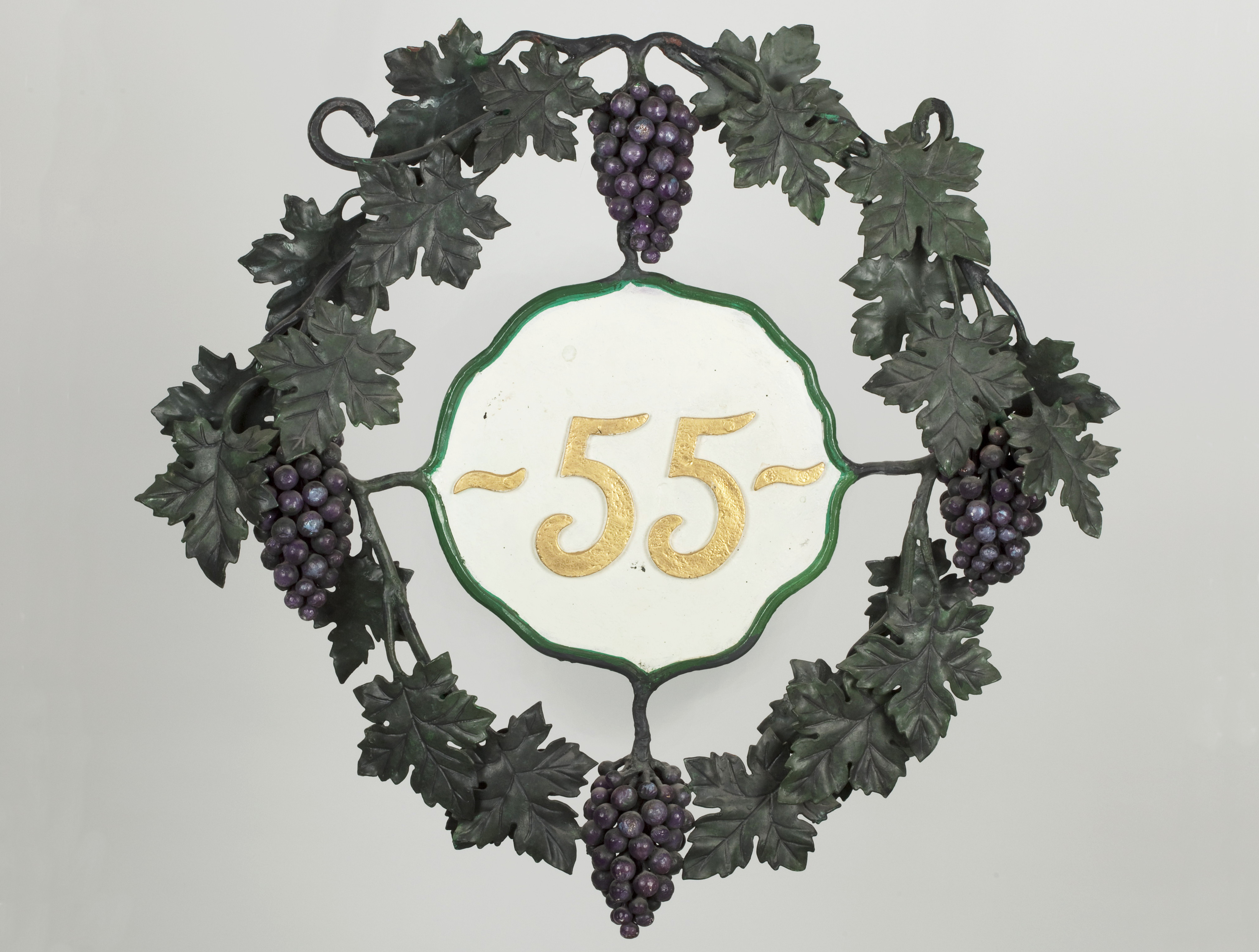
Restaurant 55:ans gamla originalskylt.

Restaurant 55:an (även kallad Källaren 55:an) var ett anrikt serveringsställe i kvarteret Lammet vid Drottningatan 55 på Norrmalm i Stockholm. Restaurangen, som hade sitt namn efter husnummer "55", existerade mellan 1863 och 1981 men hade sina rötter i en vinhandel från 1790-talet. Restaurant 55:an var en av Anders Zorns stamlokaler när han vistades i Stockholm.

## Historik

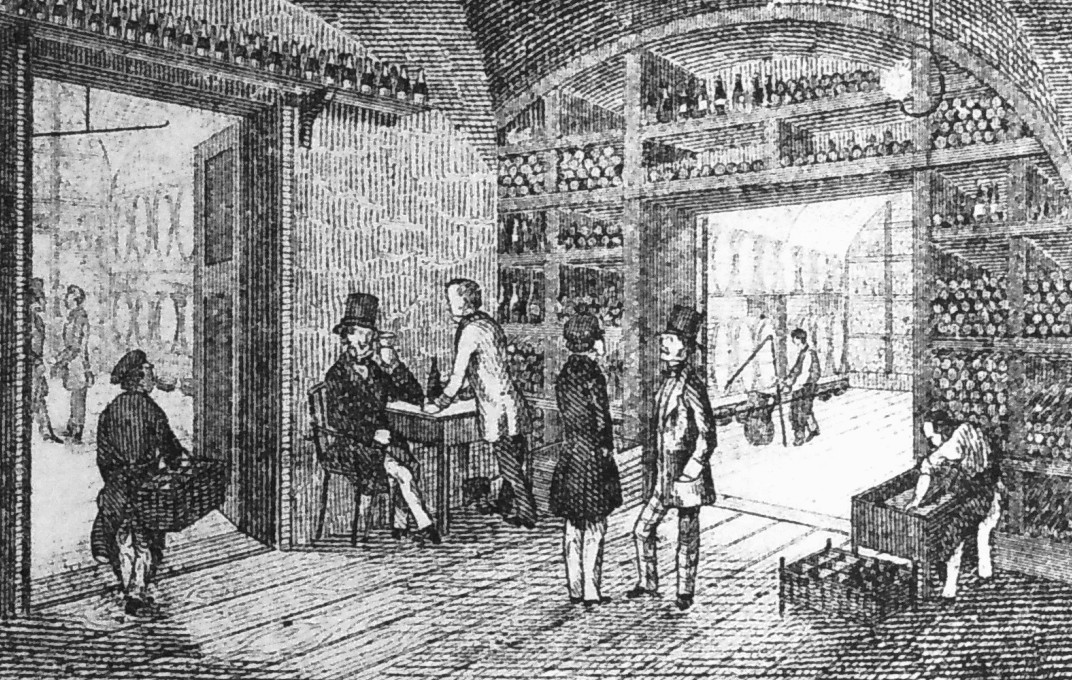
F.L. Dahls vinhandel på 1860-talet.

Hörnhuset vid Drottninggatan 55 / Bryggargatan 2 (fastigheten Lammet 9) och några gårdsbyggnader uppfördes ursprungligen 1760 av murmästaren Johan Daniel Elfström. Den tidigare bebyggelsen hade utplånats av Klarabranden 1751. Beställare för dåvarande Lambet 25 och 26 var spannmålshandlaren Frederick Lund.
Efter 1794 ägdes huset av vinhandlaren Georg Daniel Nescher (1753–1827) som inrättade en större vinhandel i den delen av byggnaden som vette mot Drottninggatan / Bryggargatan. Han följde sin far och styvfar i sitt yrkesval och blev vinhandlare. Han fick  burskap 1776 och drev då sin styvfaders Carl Rolands källare Gripen i De la Gardieska huset på Drottninggatan 29. Mellan 1781 och 1792 var Nescher inspektör vid vinprovningen i Tullhuset vid Skeppsbron.
År 1863 ägdes vinhandeln av en F.L. Dahl. I en samtida annons kunde man bland annat läsa. ”Uti huset No 55 Drottninggatan, hörnet af Bryggaregränden, försäljes, till de billigaste priser, alla slags Winer, såväl från nederlag såväl förtulladt, hvaribland fina Champange, Bourgogne, Rhenska, Spanska, Portugisiska, flera sorter Desert-Winer […] samt för öfrigt allt som hörer till en väl fournerad Lagerkällare…” och allt enligt en priskurant som fanns på stället. Om man handlade över 50 buteljer vin fick man rabatt och gratis förpackning.

## "Vackra Augusta" och Klubben Klothilda

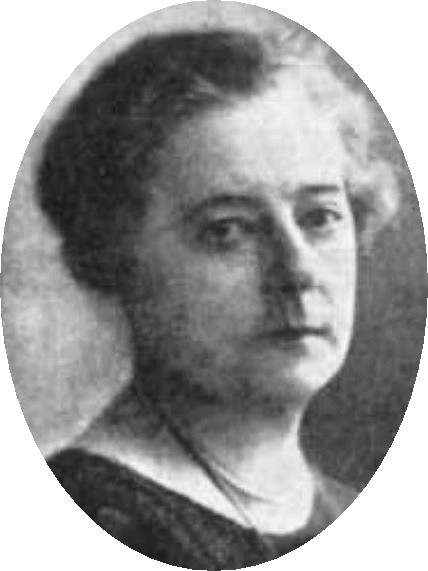
Augusta Andersson.

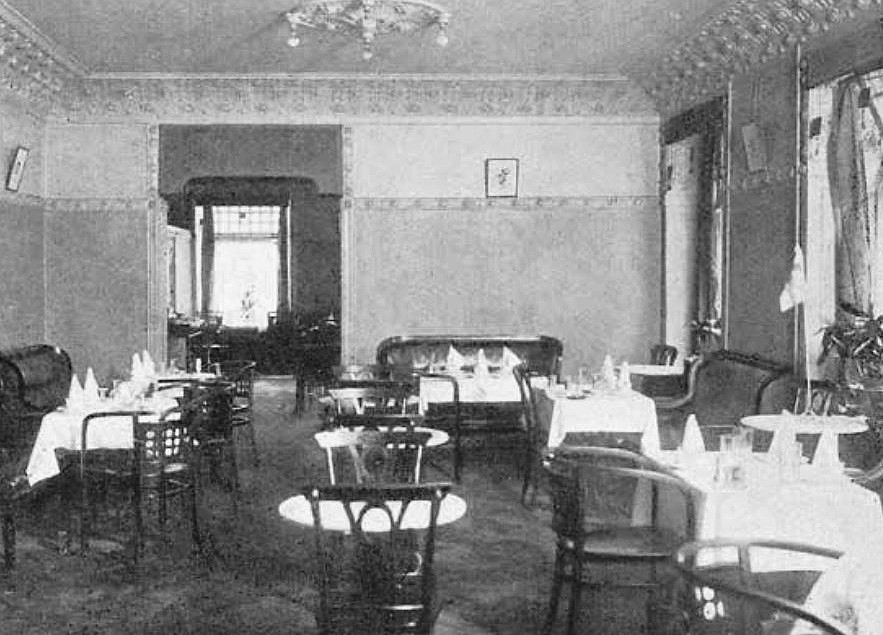
Salongen på 55:an, 1920-tal.

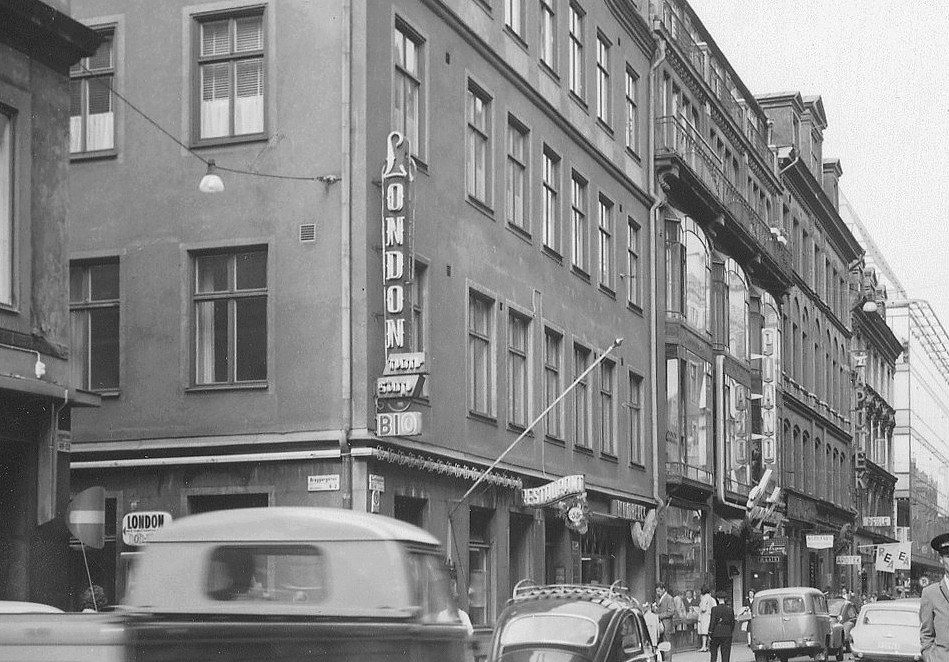
Hörnet Drottninggatan / Bryggargatan. 55:an och Biograf Londons skylt 1964.

År 1876 började fröken Augusta Andersson från Skövde som piga i rörelsen vilken betecknades schweizeri. Det var mamsell Hedvig Schönberg som anställde den då 20-åriga Augusta. År 1879 flyttades schweizeriet till hörnet med husnummer 55 som sedermera gav stället sitt namn. Enligt gammal sed skyltade man med en vinlövskrans. Den var tillverkad i plåt, hade gröna löv och lila druvklasar samt "55" i mitten skrivet i guld mot vit botten. Efter en renovering på 1880-talet ansågs 55:an som den elegantaste schweizerilokalen i Stockholm.
År 1894, efter 17 år på 55:an, arrenderade Augusta Andersson själv stället och 1901 blev hon ägare. Hon hade då även engagerad sig i restaurangbranschens frågor och var en av grundarna av Stockholms Hotell- och Restaurantförening. Fröken Andersson, även känd som ”Vackra Augusta”, var inte bara vacker utan även en driftig affärskvinna som lagade god mat. Under fröken Anderssons ledning skulle 55:an bli en populär mötesplats för framträdande skådespelare, författare och konstnärer. Bland dem fanns Anders Zorn som i början av 1900-talet hade både ateljé och lägenhet i en tidigare fotoateljé i längan mot Bryggargatan.
Med jämna mellanrum hyrde Zorn hela restaurangen för egen del. Här hade Klubben Klothilda sina sammankomster varje tisdag. Klubben bildades 1913 av Zorn och omfattade hans närmaste vänner, bland dem August Strindberg, Albert Engström och Carl Larsson. Man ägnade sig åt kägelspel på en av Djurgårdsbrunns värdshus kägelbanor, därav det fyndiga namnet.
I sin biografi över vännen Anders Zorn beskrev Albert Engström hur ett besök på 55:an kunde te sig: "Vi hämtades till och från sammanträdena i landåer. Sedan vi slutat spelet för kvällen [...] åkte vi till 55:an, där vi mottogos av värdinnan, fröken Augusta Andersson, i köket innanför restaurangen. På dess vitskurade träbord var supén, riklig och god, uppdukad, och när vi tillfredsställt magens krav, spelade någon av flickorna på stället upp till dans på handklaver. [...] Han kallade rummet världens trevligaste kök och jag har ingenting emot att instämma i omdömet."
År 1907 utfördes en genomgripande ombyggnad av hela huset efter ritningar av arkitekt Rudolf Arborelius. Då fick 55:an en ny granne: Biograf London.
Efter Zorns död 1920 övertogs hans ateljé av restaurangen och gjordes om till salong, i vilken en tavla dedikerad till Augusta och målad av Zorn smyckade väggen. Efter 55 år som värdinna på 55:an stängde ”Vackra Augusta” 1931 och lämnade arbetslivet, förmögen och aktad. Hon förblev ogift och avled 1938. I sitt testamente avsatte hon 75 000 kronor för bildandet av Augusta Anderssons Understödsfond. Stödet skulle gå till "behövande änkor och barn efter sådana avlidna personer, som drivit egen hotell- eller restaurantrörelse i Sverige, så ock till behövande personer, som drivit sådan rörelse, utgiva understöd".
Efter hennes död renoverades och moderniserades lokalerna och verksamheten fortsatte i nya former in på 1980-talet. 1981 byggdes huset om igen. Biograf London försvann och blev Restaurang London medan restaurang 55:an blev butikslokal. 55:ans skylt togs ner för gott och skänktes till Stadsmuseets samlingar.

## Referenser

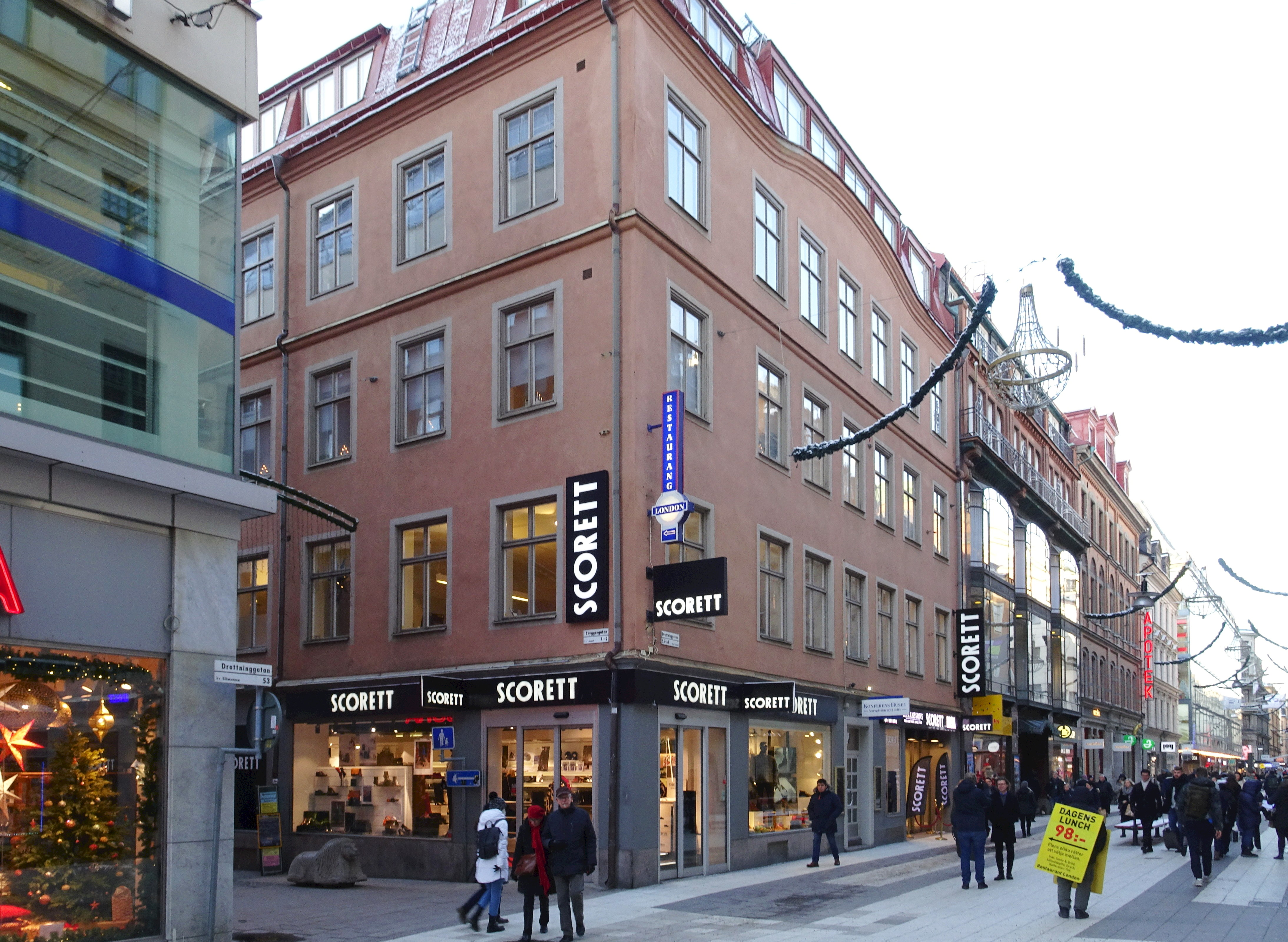
Hörnet Drottninggatan / Bryggargatan (Lammet 9). Här låg Restaurant 55:an.